# Rio Caxambu
Rio Caxambu är ett vattendrag i Brasilien.   Det ligger i delstaten Rio Grande do Sul, i den södra delen av landet, 1 500 km söder om huvudstaden Brasília.
Trakten runt Rio Caxambu består till största delen av jordbruksmark. Runt Rio Caxambu är det glesbefolkat, med 18 invånare per kvadratkilometer.